# Ибах-Паленберг
Ибах-Паленберг (њем. Übach-Palenberg) град је у њемачкој савезној држави Северна Рајна-Вестфалија. Посједује регионалну шифру (AGS) 5370028, NUTS (DEA29) и LOCODE (DE BPA) код.

## Географски и демографски подаци
Град се налази на надморској висини од 110 метара. Површина општине износи 26,1 km². У самом граду је, према процјени из 2010. године, живјело 24.837 становника. Просјечна густина становништва износи 951 становника/km².

## Међународна сарадња
| Мјесто   | Држава    | Врста сарадње | Од    |
| -------- | --------- | ------------- | ----- |
| Ландграф | Холандија | контакт       | 2000. |
|          | Француска | партнерство   | 1990. |
| Извор    |           |               |       |